# Tyska bukten

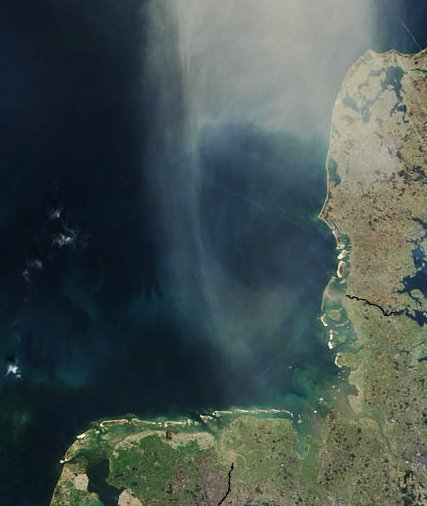
Satellitfotografi över Tyska bukten.

Tyska bukten (tyska: Deutsche Bucht, nederländska: Duitse Bocht, danska: Tyske Bugt, frisiska: Dútske Bocht) är ett havsområde utanför Tysklands, Danmarks och Nederländernas kuster. Bukten ligger i den sydostliga grunda delen av Nordsjön.
Här ligger bland annat de västfrisiska öarna, ostfrisiska öarna, nordfrisiska öarna och ön Helgoland. Den inre delen av Tyska bukten som ligger innanför Helgoland, kallas Helgolandsbukten.
Genom södra delen av Tyska bukten går en av världens mest trafikerade farleder, från Hamburg och floden Elbes mynning till Engelska kanalen. Tyska bukten består också av naturskyddsområden och det som nationalpark skyddade Vadehavet.
Floderna Eider, Elbe, Weser och Ems rinner ut i Tyska bukten. Flodtillförseln påverkar havsområdet och ger bland annat höga halter av närsalter i vattnet som följd.